# امجز (لودر)

تعديل مصدري - تعديل

امجز هي إحدى قرى عزلة زارة بمديرية لودر التابعة لمحافظة أبين، بلغ تعداد سكانها 221 نسمة حسب تعداد اليمن لعام 2004.